# 압뒬메지트 2세
압뒬메지트 2세(오스만 튀르크어: عبد المجید ثانی, 튀르키예어: Abdülmecit II, 1868년 5월 29일 ~ 1944년 8월 23일)는 오스만 제국 최후의 칼리파이다. 1922년, 튀르키예 공화국이 설립되고 오스만 제국이 멸망하자, 술탄 겸 칼리파였던 메흐메트 6세가 폐위하기 며칠 전 그에게 칼리파직을 양위하였다. 1924년, 튀르키예 공화국에서 칼리파 제도가 폐지되자 그는 프랑스에서 망명 생활을 하였고 그 곳에서 죽었으며 시신은 사우디아라비아의 메디나에 묻혔다.
| 전임 메흐메트 6세(황제 겸임) (재위 1918 ~ 1924) | 오스만 제국의 칼리파(황제제도 폐지 이후) 1922 ~ 1924 | 후임 폐지 국가 종무국(권한 대행) |